# Gudingwa
Gudingwa est une ville du Botswana.